# Бутовская, Марина Львовна
Мари́на Льво́вна Буто́вская (урожд. Коломийцева, род. 27 июня 1959, Черкассы, Украинская ССР, СССР) — советский и российский этолог-приматолог, социальный, культурный и физический антрополог, этнограф. Доктор исторических наук (1995), профессор (2004), член-корреспондент РАН (2019).

## Биография
Родилась 27 июня 1959 года в Черкассах Украинской ССР.
В 1982 году окончила биологический факультет МГУ по кафедре антропологии.
В 1985 году защитила диссертацию на соискание учёной степени кандидата исторических наук по теме «Этологические механизмы некоторых форм группового поведения приматов как предпосылка антропосоциогенеза» (специальность 03.00.14 — антропология).
В 1994 году в Институте этнологии и антропологии имени Н. Н. Миклухо-Маклая РАН защитила диссертацию на соискание учёной степени доктора исторических наук по теме «Универсальные принципы организации социальных систем у приматов, включая человека» (специальность 03.00.14 — антропология). В 1995 году был получен диплом.
С 1995 по 2002 годы — ведущий научный сотрудник Института этнологии и антропологии имени Н. Н. Миклухо-Маклая РАН, c 2002 по 2008 годы — заведующая Центром эволюционной антропологии Института.
С 2008 года заведует сектором кросскультурной психологии и этологии человека Института этнологии и антропологии РАН. Профессор Учебно-научного центра социальной антропологии РГГУ, где с 1997 года читает авторские курсы лекций (в 1998—2000 годах была заместителем директора Института культурной антропологии (ИнКА) РГГУ). Также ведёт преподавательскую работу на биологическом факультете МГУ им. М. В. Ломоносова, в НИУ «Высшая школа экономики», аспирантуре ИЭА РАН. Под её руководством защищено 7 кандидат-ских диссертаций. Автор свыше 300 научных статей и нескольких монографий. Член редакционной коллегии журналов «Этнографическое обозрение», «Anthropologie» и «Social Evolution & History».
Член Ассоциации этнографов и антропологов России, Европейской антропологической ассоциации, Европейского приматологического общества, Американской ассоциации физических антропологов, Общества по изучению поведения и эволюции человека, Международного общества по изучению агрессии, Международного общества по этологии человека и Международного приматологического общества.
Область научных интересов: эволюционные основы социального и репродуктивного поведения человека, антропология пола, кросскультурные аспекты агрессии и примирения, приматология, этология человека и приматов, конфликтология, культурология, кросс-культурная коммуникация, охотники-собиратели Восточной Африки. С 2006 года ежегодно проводит несколько сезонов полевых исследований среди охотников-собирателей хадза, скотоводов датога и других групп в Танзании.

## Научные труды

### Монографии
- Дерягина М. А., Бутовская М. Л. Этология приматов / МГУ им. М. В. Ломоносова, Биол. фак. — М.: Издательство МГУ, 1992. — 190 с. ISBN 5-211-02851-1
- Бутовская М. Л., Файнберг Л. А. У истоков человеческого общества / РАН. Институт этнологии и антропологии им. Миклухо-Маклая. — М.: Наука, 1993. — 255 с. ISBN 5-02-010173-7
- Бутовская М. Л. Язык тела. Природа и культура (эволюционные и кросс-культурные основы невербальной коммуникации человека). — М.: Научный мир, 2004. — 437 с. ISBN 5-89176-240-4.
- Бутовская М. Л. Тайны пола. Мужчина и женщина в зеркале эволюции. — Фрязино: Век-2, 2004. — 367 с. ISBN 5-85099-148-4.
- Бутовская М. Л., Дерягина М. А. Систематика и поведение приматов. — М.: Энциклопедия российских деревень, 2004. — 272 с.
- Бутовская М. Л. Власть, пол и репродуктивный успех. — Фрязино: Век-2, 2005. — 62 с. (Наука сегодня). ISBN 5-85099-152-2
- Бутовская М. Л. Гомосексуализм и эволюция. — Фрязино: Век 2, 2005. — 62 с. (Наука сегодня). ISBN 5-85099-151-4
- Бутовская М. Л., Буркова В. Н., Тименчик В. М., Бойко Е. Ю. Агрессия и мирное сосуществование: универсальные механизмы контроля социальной напряжённости у человека. — М.: Научный мир, 2006. — 275 с. ISBN 5-89176-349-4.
- Бутовская М. Л., Дьяконов И. Ю., Ванчатова М. А. Бредущие среди нас. Нищие в России и странах Европы, история и современность / Российская акад. наук, Ин-т этнологии и антропологии им. Н. Н. Миклухо-Маклая. — М.: Научный мир, 2007. — 275 с. ISBN 978-589-176-409-5
- Бутовская М. Л. Антропология пола. Фрязино: Век 2, 2013. — 254 с. ISBN 978-5-85099-191-3
- Бутовская М. Л. Антропология пола. — М.: ДМК Пресс, 2022. ISBN 978-5-89818-201-4

Веселовская Е. Вызов гендеру : [арх. 18 октября 2020] / Елизавета Веселовская // Троицкий вариант — Наука : газ. — 2014. — № 161 (26 августа). — С. 14. — Рец. на кн.: Бутовская М. Л. Антропология пола.
- Бутовская М. Л., Ростовцева В. В. Эволюция альтруизма и кооперации человека: биосоциальная перспектива /Российская академия наук, Институт этнологии и антропологии им. Н. Н. Миклухо-Маклая. — М.: URSS, 2021. — 297 с. ISBN 978-5-9710-8643-7

### Учебные издания
- Бутовская М. Л., Файнберг Л. А. Этология приматов (учебное пособие). — М.: Издательство МГУ, 1992. — 190 с.

### Статьи и главы
- Бутовская М. Л. Эволюция группового поведения приматов как предпосылка антропосоциогенеза // Советская этнография. — 1987. — № 1.
- Бутовская М. Л. Половой диморфизм в социальном поведении бурых макаков (в связи с эволюцией поведения гоминид) // Женщина в аспекте физической антропологии. — М., 1994. — С. 102—109.
- Бутовская М. Л., Плюснин Ю. М. Принципы организации пространственного поведения у человека и высших приматов (сравнительный анализ) // Современная антропология и генетика и проблема рас у человека / Ред. И. М. Золотарёва, Г. А. Аксянова. — М.: ИЭА РАН, 1995. — С. 91—143.
- Бутовская М. Л. Биология пола, культура и полоролевые стереотипы поведения у детей // Семья, гендер, культура. — М., 1996.
- Бутовская М. Л. Формирование гендерных стереотипов у детей: социокультурная и социобиологическая парадигма — диалог или новое противостояние? // Этнографическое обозрение. — 1997. — № 4. — С. 104—122.
- Бутовская М. Л., Артемова О. Ю., Арсенина О. И. Полоролевые стереотипы у детей Центральной России в современных условиях // Этнографическое обозрение. — 1998. — № 1. — С. 104—120.
- Бутовская М. Л. Агрессия и примирение как проявление социальности у приматов и человека // Общественные науки и современность. — 1998. — № 6. — С. 149—160.
- Бутовская М. Л. Эволюция человека и его социальной структуры // Природа. — 1998. — № 9. С. — 87—99.
- Butovskaya M. L. The Evolution of Human Behaviour: The Relationship Between the Biological and the Social // Anthropology. — 2000. — V. 38. — № 2.
- Butovskaya M. L., Korotayev A. V., Kazankov A. A. Variabilité des relations sociales chez les primates humains et non humains: à la recherche d’un paradigme général // Primatologie. — 2000. — V. 3. — P. 319—363.
- Butovskaya M. L., Guchinova E. Men and Women in Contemporary Kalmykia: Traditional Gender Stereotypes and Reality // Inner Asia. — 2001. — № 3. — p. 61—71.
- Butovskaya M. L., Boyko E. Y., Selverova N. B., Ermakova I. V. The hormonal basis of reconciliation in humans // J. Physiol. Anthropol. Appl. Human. Sci. — 2005. — Vol. 24 (4). — p. 333—337.
- Бутовская М. Л., Мабулла А. Хадза в условиях межкультурного взаимодействия: особенности социального поведения детей и подростков, обучающихся в школе поселка Эндомага // Межрасовые и межэтнические отношения в современной Танзании: Труды Российской комплексной экспедиции в Объединенной Республике Танзания (сезон 2005 г.) / Отв. ред. А. В. Коротаев, Е. Б. Деминцева. — М.: Институт Африки РАН, 2007. — С. 138—167.